# Raul Lino

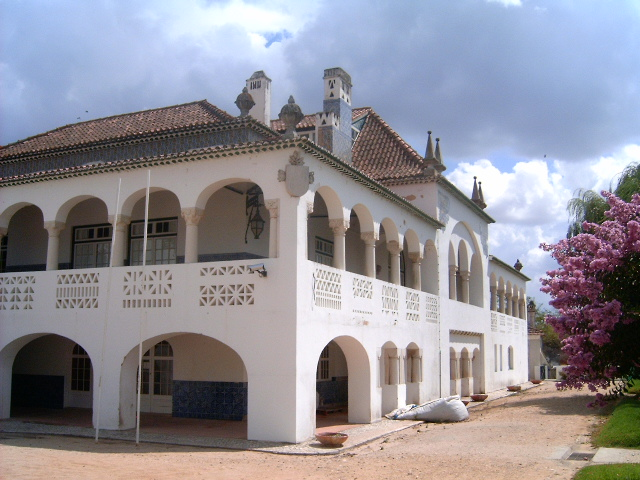
Casa dos Patudos (1905)

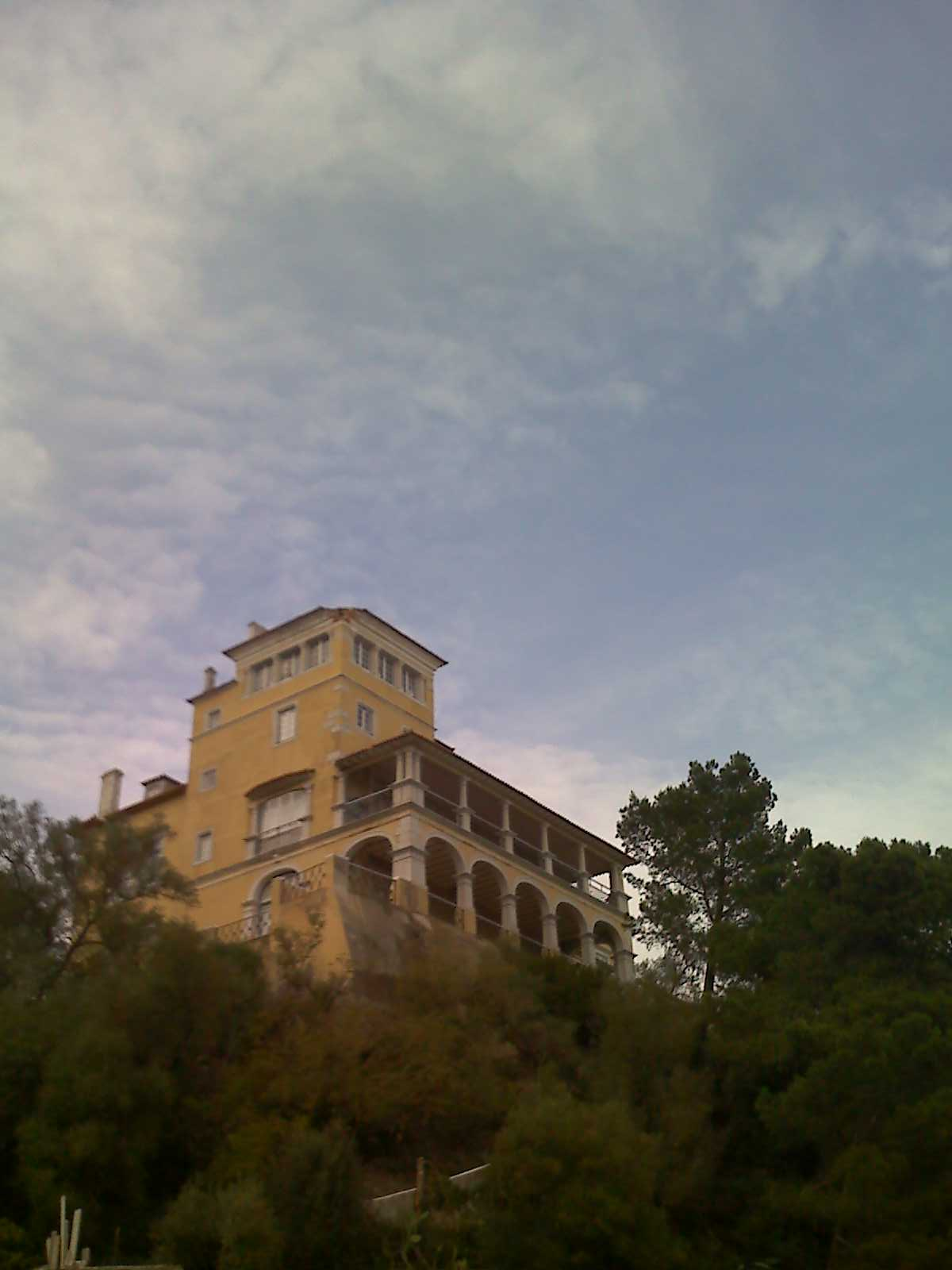
Casa da Quinta da Comenda (1903)

Raul Lino da Silva (* 21. November 1879 in Lissabon; † 13. Juli 1974) war ein portugiesischer Architekt.

## Werdegang
Lino studierte in Großbritannien und der Kunstgewerbeschule in Hannover. Hier kam es zur Freundschaft mit dem dort als Professor wirkenden Albrecht Haupt, in dessen Büro er kurz tätig war. Nach seiner Rückkehr nach Portugal mit 17 Jahren realisierte er mehr als 700 Objekte. Für das Wohnhaus Rua Castilho 64/66 in Lissabon wurde er 1930 mit dem Prémio Valmor ausgezeichnet.
Von ihm stammen außerdem mehrere theoretische Schriften zur Wohnarchitektur in Portugal. Diese zeichnen sich wie auch sein Werk durch seine Ablehnung Moderner Architektur aus. Einflussreich ist seine Vorstellung eines idealen "Portugiesischen Hauses", der "Casa Portuguesa".
Kritisiert wird oft seine Nähe zum autoritären Regime des portugiesischen Diktators António de Oliveira Salazar.

## Ehrungen
- 1941: Komtur des Christusordens
- 1960: Großes Verdienstkreuz der Bundesrepublik Deutschland